# ام طاقه
ام طاقه یک منطقهٔ مسکونی در قطر است که در شهرداری الشحانیه واقع شده‌است.